# Cornel Grofșorean
Cornel Grofșorean (n. 27 octombrie 1881, Periam – d. 1949) a fost un publicist și ziarist român, deputat de Timiș-Torontal și primar al Timișoarei între 1921 - 1922 și 1931 - 1932.
Cornel Grofșorean a fost membru al lojii masonice „Dél“ – „Amiazi“ din Lugoj.

## Scrieri
- Pe marginea unor monografii germane din Banat (din seria: Publicațiile Institutului Social Banat - Crișana), 42 pagini, Editura G. Matheiu, 1943[3]
- Banatul de altădată și de totdeauna. Sinteza problemelor istorice și social-politice, 77 pagini, Editura "Helicon" Institut de arte grafice, Timișoara, 1946